# Gemma Gibbons
Gemma Gibbons (Greenwich, 6 de janeiro de 1987) é uma judoca britânica que conquistou a medalha de prata na categoria até 78 kg dos Jogos Olímpicos de Londres 2012..